# Сульбіни
Сульбіни (пол. Sulbiny) — село в Польщі, у гміні Гарволін Ґарволінського повіту Мазовецького воєводства.
Населення — 1503 особи (2011).
У 1975-1998 роках село належало до Седлецького воєводства.

## Демографія
Демографічна структура станом на 31 березня 2011 року:
|          | Загалом | Допрацездатний вік | Працездатний вік | Постпрацездатний вік |
| -------- | ------- | ------------------ | ---------------- | -------------------- |
| Чоловіки | 762     | 193                | 515              | 54                   |
| Жінки    | 741     | 194                | 428              | 119                  |
| Разом    | 1503    | 387                | 943              | 173                  |